# Al-Hariri
Pour les articles homonymes, voir Hariri.
Abu Muhammad al-Qasim ibn Ali al-Hariri, dit aussi al-Hariri de Basra, né dans le village de Al-Mashan, près de Bassorah, en 1054 et mort en septembre 1122 à Bassorah, en Irak, est un savant et écrivain arabe.

## Biographie
Né dans une famille aisée, Al-Hariri fait des études de jurisprudence avant de travailler dans l'appareil gouvernemental.
Il est toutefois resté célèbre pour ses Maqâmât (ou Séances), dont la célébrité éclipse celles d'Al-Hamadhani, le fondateur du genre. Il a également composé Mulhat al-i'rab fi al-nahw, un poème sur la grammaire arabe, et rédigé Durrat al-ghawwas fi awham al-khawass, un ouvrage consacré aux erreurs d’expression dans la langue arabe.
L'Andalou Al-Sharīshī est l'un des commentateurs les plus réputés des Séances d'Al-Hariri.

## Éditions françaises
- Les Cinquante Séances du Hariri, ou les Aventures d'Elhareth et d'Abouzeid de Seroudje, traduit par Jean-Jacques Antoine Caussin de Perceval, Paris, J.-M. Eberhart, 1818 (BNF 30576807)
- Les Séances de Ḥarīrī, traduit par Venture de Paradis, Stockholm, Acta universitatis stockholmiensis. Stockholm Oriental studies no 5, 1964 (BNF 41008959)
- Le Livre des malins : séances d'un vagabond de génie, traduit d'après les manuscrits originaux par René R. Khawam, Paris, Phébus, coll. « Domaine arabe », 1992  (ISBN 2-85940-253-5) ; réédition, Paris, Pocket no 2866, 1996  (ISBN 2-266-06090-2) ; réédition, Paris, Libretto, coll. « Littérature étrangère » no 645, 2019  (ISBN 978-2-36914-515-8)